# José Natividad González Parás

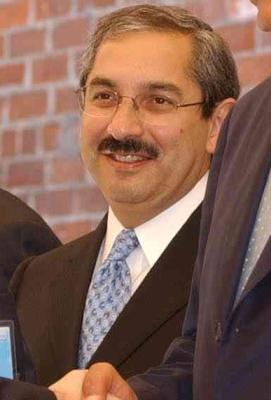
Nati González

José Natividad González Parás, bijgenaamd Nati, (Monterrey, 30 maart 1949) is een Mexicaans politicus van de Institutioneel Revolutionaire Partij (PRI).
González Paras is een directe afstammeling van José María Parás, die in de negentiende eeuw gouverneur van Nuevo León was. Hij studeerde aan de Autonome Universiteit van Nuevo León en de Sorbonne. In 1997 deed hij een poging gouverneur te worden van Nuevo León, maar hij verloor die verkiezingen aan Fernando Canales Clariond van de Nationale Actiepartij (PAN). In 2003 stelde hij zich wederom verkiesbaar, dit keer won hij wel. González geld als lid van de factie Unidad Democrática binnen de PRI, die keerde tegen de kandidatuur van Roberto Madrazo in 2006.
In 2009 werd hij opgevolgd door partijgenoot Rodrigo Medina de la Cruz.